# Pythagoreisches Komma
Das pythagoreische Komma ist in der Musik ein Intervall von ≈ 23,46 Cent, welches nicht als selbständiger musikalischer Tonschritt gebraucht wird. (Zum Vergleich: Ein Achtelton = 25 Cent).  Während in der heute gebräuchlicheren gleichstufigen Stimmung sieben (reine) Oktaven genau zwölf (gleichstufigen) Quinten entsprechen, gibt es in der frühen Pythagoreischen Stimmung (oder auch bei der reinen Stimmung) einen Unterschied zwischen sieben (reinen) Oktaven und zwölf (reinen) Quinten.
Nach Definition: pythagoreisches Komma = 12 Quinten − 7 Oktaven.
Dieser Unterschied wird in der gleichstufigen Stimmung gleichmäßig auf die zwölf Quinten verteilt. Man erhält dabei eine Temperierung, bei der sich diese gleichstufigen Quinten (700 Cent) nur unwesentlich von den reinen Quinten (≈ 701,96 Cent) unterscheiden. Jedoch unterscheiden sich die gleichstufigen Terzen (300 bzw. 400 Cent) – und das wird häufig übersehen – deutlich hörbar von den reinen Terzen (kleine Terz ≈ 315,64 bzw. große Terz ≈ 386,31 Cent).
Das syntonische Komma, der Unterschied zwischen der pythagoreischen und der reinen Terz (≈ 407,82 − ≈ 386,31 ≈ 21,51 Cent) ist fast gleich dem pythagoreischen Komma.
Praktische Relevanz erhält das Komma beim Stimmen von Instrumenten mit festen Tonhöhen. Darunter fallen zum Beispiel Tasteninstrumente sowie Saiteninstrumente mit Bünden.

## Größe und Frequenzverhältnis
Siehe: Struktur des Intervallraumes.
Die Größe des pythagoreischen Kommas errechnet sich aus der Definitionsgleichung:
pythagoreisches Komma = 12 Quinten − 7 Oktaven ≈ 23,46 Cent.
Zum Vergleich: Ein Achtel eines Ganztonintervalls =25 Cent.
Da bei der Addition bzw. Subtraktion von Intervallen die Frequenzverhältnisse multipliziert bzw. dividiert werden, errechnet sich somit das Frequenzverhältnis des pythagoreischen Kommas zu 
{\displaystyle \mathrm {\left({\frac {3}{2}}\right)^{\!12}} \!:\ {2^{7}}={\frac {3^{12}}{2^{19}}}={\frac {531441}{524288}}\approx 1{,}01364...}

## Das pythagoreische Komma als Problem beim Stimmen von Tasteninstrumenten
Ein Instrument (wie die modernen Tasteninstrumente), das pro Oktave nur zwölf verschiedene Töne erzeugt, lässt sich nicht so stimmen, dass es in allen Tonarten mit absolut reinen Intervallen gespielt werden kann.
Zwölf reine Quinten (Frequenzverhältnis 3:2) ergeben ungefähr 8423,46 Cent, sieben Oktaven dagegen nur exakt 8400 Cent. Der Unterschied von etwa 23,46 Cent wird als pythagoreisches Komma bezeichnet. Vier reine Quinten ergeben oktaviert die pythagoreische große Terz mit ca. 407,82 Cent, die reine große Terz umfasst dagegen nur gut 386,31 Cent. Der Unterschied von fast 21,51 Cent wird als syntonisches Komma bezeichnet.
In der Gregorianik und der Musik bis ins Spätmittelalter wurde die pythagoreische Stimmung verwendet. Die sich in der pythagoreischen Stimmung ergebende pythagoreische große Terz spielte bei ein- oder zweistimmiger (Quinten, Quarten) Musik keine Rolle. Mit dem Aufkommen der in der Mehrstimmigkeit sich bildenden Akkordverbindungen wurde bald die reine große Terz mit dem Frequenzverhältnis 5:4 als Konsonanz anerkannt. Damit wurde die pythagoreische Stimmung unbrauchbar. Lange Zeit verwendete man  mitteltönige Stimmungen, welche die reine große Terz auf Kosten der Quinten exakt wiedergaben, jedoch viele Tonarten ausschlossen. Zu J.S. Bachs Zeit wuchs das Bedürfnis, in allen Tonarten spielen zu können. Über unzählige Versuche mit wohltemperierten Stimmungen, die versuchten, die großen Terzen in C-Dur-nahen Tonarten möglichst rein erklingen zu lassen, oder mit Tasteninstrumenten, deren Oktaven mehr als zwölf Töne umfassten (z. B. durch geteilte Tasten), hat sich heutzutage fast durchgängig die gleichstufige Stimmung durchgesetzt.
Die Quinten der gleichstufigen Stimmung unterscheiden sich von denen der reinen oder pythagoreischen Stimmung nur um knapp 2 Cent; die große Terz, im Vergleich zur reinen großen Terz fast 14 Cent zu hoch, wird als „geschärft“ notgedrungen in Kauf genommen.
Reine Quinte: ≈ 701,96 Cent {\displaystyle exakt=1200\cdot \log _{2}\left({3 \over 2}\right)\;\mathrm {Cent} },
Gleichstufige Quinte: 700 Cent.
Reine große Terz: ≈ 386,31 Cent {\displaystyle exakt=1200\cdot \log _{2}\left({5 \over 4}\right)\;\mathrm {Cent} },
Gleichstufige große Terz: 400 Cent.

## Geschichte
Als erster definierte der Pythagoreer Philolaos das pythagoreische Komma. Er orientierte sich an der Stimmung einer Lyra und ordnete Verhältnissen von Saitenlängen Quotienten zu:
{\displaystyle {\frac {2}{1}}} für die Oktave, {\displaystyle {\frac {3}{2}}} für die Quinte und {\displaystyle {\frac {4}{3}}} für die Quarte
Den Ganzton erklärt er als Differenz zwischen Quarte und Quinte. Da der Addition von Intervallen die Multiplikation und der Subtraktion die Division der zugehörigen Verhältnisse entspricht, ergibt sich folgende Rechnung:
Dem Ganzton = Quinte – Quarte entspricht das Frequenzverhältnis = {\displaystyle {\frac {3}{2}}:{\frac {4}{3}}={\frac {9}{8}}}.
Philolaos definiert nun den (kleinen) Halbton als Differenz zwischen einer Quarte und zwei Ganztönen.
Dem (kleinen) Halbton = Quarte – 2·Ganzton entspricht das Frequenzverhältnis {\displaystyle {\frac {4}{3}}:\left({\frac {9}{8}}\right)^{2}={\frac {256}{243}}}.
Zwei pythagoreische Halbtöne ergeben aber zusammen noch keinen Ganzton. Den Unterschied definiert Philolaos als (pythagoreisches) Komma.
Dem pythagoreischen Komma = Ganzton – 2· (kleiner) Halbton entspricht demnach das Frequenzverhältnis  {\displaystyle {\frac {9}{8}}:\left({\frac {256}{243}}\right)^{2}={\frac {531441}{524288}}=\left({\frac {3}{2}}\right)^{12}:2^{7}}.
Philolaos definiert zwar den Ganzton und den kleinen Halbton (von ihm als Diesis bezeichnet, später Limma genannt), berechnet aber die zugehörigen Verhältnisse nicht. Die erste Nennung der Komma-Proportion 531441:524288 findet sich bei Euklid. Er stellt fest, dass 6 Ganztöne ein größeres Intervall bilden als eine Oktave. Die Differenz ist wieder das pythagoreische Komma.
Dem pythagoreischen Komma = 6·Ganzton – Oktave entspricht nach dieser Definition ebenfalls das Frequenzverhältnis {\displaystyle \left({\frac {9}{8}}\right)^{6}:2={\frac {531441}{524288}}}.